# كيم مولينا
كيم مولينا هي مغنية وممثلة فلبينية، ولدت في 1 يوليو 1991 في مانيلا في الفلبين.

## وصلات خارجية
- كيم مولينا على موقع IMDb (الإنجليزية)
- كيم مولينا على موقع ميوزك برينز (الإنجليزية)
- كيم مولينا على موقع قاعدة بيانات الفيلم (الإنجليزية)